# Club Atlético Artigas
O Club Atlético Artigas, também citado como Artigas SAD por conta da Sociedade Anônima Desportiva (SAD) que o administra, é um clube uruguaio de futebol do departamento de Artigas, no extremo norte do país.
Fundado em 1927, no bairro de La Teja, em Montevidéu, o clube disputou competições até 1971, quando foi desativado, retornando à atividade apenas em 2014. Em 2022, passou a operar oficialmente como SAD, com maioria dos investidores oriundos do departamento de Artigas — mudança que motivou a transferência da sede para o interior do país.
Com a conquista da Primeira Divisão Amadora em 2024 (Primera División Amateur), a terceirona nacional, o clube foi promovido à Segunda Divisão Profissional (Segunda División Profesional) do futebol uruguaio, recolocando o departamento de Artigas no mapa do futebol profissional uruguaio. O clube manda seus jogos nas cidades de Artigas e Bella Unión, na região norte e fronteiriça do Uruguai.

## História

### Primeiros anos
O clube foi fundado em 1927 no tradicional bairro de La Teja, em Montevidéu. Poucos anos depois de sua criação, o Artigas se tornaria o primeiro clube da região a conquistar um título oficial, ao levantar o troféu da extinta Divisão Extra em 1934 (Divisional Extra; terceira divisão de 1913 até 1941; quarta divisão de 1942 até 1971). A equipe repetiu o feito em 1938 e 1946, marcando seu nome na história do futebol de base uruguaio.
O auge viria logo depois. Em 1947, o clube foi campeão da Divisão Intermediária (Divisional Intermedia; segunda divisão de 1915 até 1941; terceira divisão de 1942 até 1971), garantindo o acesso inédito à Primeira Divisão "B" (segunda divisão de 1942 até 1995) no ano seguinte. O clube permaneceu por cinco temporadas consecutivas na segunda divisão do futebol uruguaio, entre 1948 e 1952 — período considerado como o mais glorioso de sua história. Após o rebaixamento, o Artigas continuou disputando os torneios de acesso, alternando entre a Intermedia e a Extra. Em 1968, voltou a conquistar a Divisão Extra, mas acabou se desligando das competições organizadas em 1971, encerrando temporariamente sua trajetória nos gramados.

### 2014: o recomeço após quatro décadas longe dos gramados
Depois de 42 anos fora das competições oficiais, o clube voltou à ativa em 2014, disputando o campeonato da então chamada Segunda Divisão Amadora (Segunda División Amateur; terceira divisão de 2008 até 2016) — na época, o terceiro e último nível do futebol uruguaio.

### 2022: SAD, novo comando e o retorno histórico ao profissionalismo

Mapa do Uruguai, departamento de Artigas

Em 2022, o Club Atlético Artigas passou por uma transformação crucial com a criação da sua Sociedade Anônima Desportiva (SAD). A iniciativa foi liderada por um grupo de investidores locais do departamento de Artigas, entre eles Rafael Monge, que há anos buscavam consolidar um time que representasse a região nas competições organizadas pela Associação Uruguaia de Futebol (AUF).
Com a reestruturação, o clube transferiu oficialmente sua sede para a cidade de Artigas — tendo também Bella Unión como alternativa — fortalecendo os laços com o interior e assumindo de vez a identidade do norte uruguaio.
No ano seguinte, em 2023, o time foi comandado por Mario Saralegui, ex-jogador da seleção uruguaia e figura conhecida do futebol local. Após sua saída, o trabalho foi continuado por seu auxiliar técnico, Carlos Bueno, que montou uma comissão técnica ao lado de Joe Emerson Bizera.
Sob o comando da nova equipe, o Artigas teve uma campanha memorável em 2024. Terminou na liderança da Tabela Anual com 35 pontos. No entanto, uma polêmica fora de campo quase colocou tudo a perder: um recurso apresentado pelo Central Español — alegando a entrada irregular de um assistente técnico no gramado durante uma partida contra o Palermo — resultou na perda de três pontos. Os pontos foram repassados ao Central, e ambos os clubes terminaram empatados com 32 pontos no topo da tabela.

Por conta de atrasos no julgamento do caso nos tribunais esportivos, a decisão do título acabou sendo empurrada para o fim do ano. O jogo final aconteceu apenas em 22 de dezembro de 2024, no Estádio Ubilla, em Melo. Com um gol solitário de Diego Rodríguez, o Artigas venceu por 1 a 0 e garantiu o título da terceirona. Além do troféu, o resultado marcou o retorno do clube à Segunda Divisão após 72 anos e, mais do que isso, o feito histórico de ser o primeiro representante do departamento de Artigas a disputar o futebol profissional uruguaio.
- Bandeira oficial
- Escudo oficial

## Cores, escudo e identidade artiguista
Tanto o escudo quanto a bandeira do clube seguem um mesmo padrão visual, inspirado nas cores da bandeira de Artigas. O design é dividido em três faixas: azul, branca e azul, com disposição horizontal na bandeira e vertical no escudo. Ambos apresentam também um faixa diagonal vermelha, símbolo tradicional do artiguismo, e trazem a inscrição "C. A. A.", sigla do clube. O conjunto reforça a forte identidade do clube com os ideais e a herança do herói nacional que dá nome à instituição.

## Títulos
Ao longo de sua história, construiu uma relação marcante com as divisões de acesso. O clube é o maior campeão da Divisão Extra, com quatro títulos conquistados. Essas conquistas, no entanto, ocorreram em contextos distintos: a Divisional Extra já ocupou diferentes posições na hierarquia do futebol uruguaio, sendo em certos períodos a terceira e, em outros, a quarta divisão. Um dos títulos, inclusive, foi conquistado quando a competição estava sob a organização da antiga Liga Uruguaia de Futebol Amador (Liga Uruguaya de Football Amateur; sigla oficial: LUFA).
| CAMPEONATOS NACIONAIS | CAMPEONATOS NACIONAIS | CAMPEONATOS NACIONAIS               | CAMPEONATOS NACIONAIS |
| --------------------- | --------------------- | ----------------------------------- | --------------------- |
| Nível                 | Total                 | Temporada(s)                        | Organização           |
| Primeira Divisão      | nenhum                |                                     |                       |
| Segunda Divisão       | nenhum                |                                     |                       |
| Terceira Divisão      | 3                     | 1938 (como Divisão Extra)           | AUF                   |
| Terceira Divisão      | 3                     | 1947 (como Divisão Intermediária)   | AUF                   |
| Terceira Divisão      | 3                     | 2024 (como Primeira Divisão Amadora | AUF                   |
| Quarta Divisão        | 3                     | 1934 (como Divisão Extra)           | LUFA                  |
| Quarta Divisão        | 3                     | 1946 e 1968 (como Divisão Extra)    | AUF                   |